# Jørn Stubberud
Jørn Stubberud dit Necrobutcher, né le 13 avril 1968 en Norvège, est un musicien norvégien, bassiste du groupe de black metal Mayhem. Il est d'ailleurs le fondateur du groupe avec Øystein Aarseth.

## Biographie

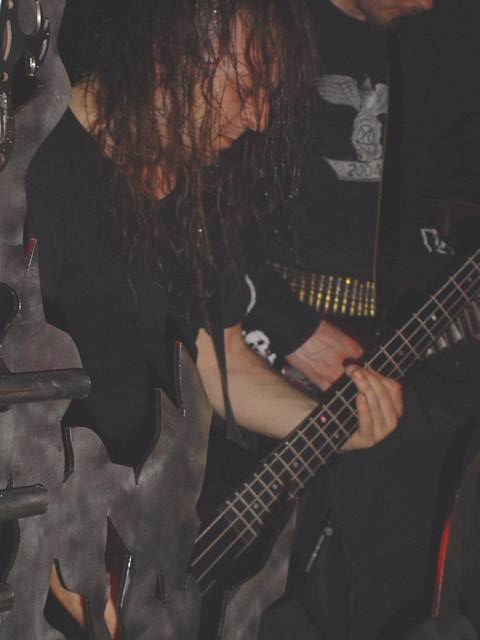
Necrobutcher en concert à Glasgow en mai 2004.

Il quitta le groupe en 1991, peu de temps après le suicide de Per Yngve Ohlin. Stian Johannsen qui travaillait dans le magasin Helvete d'Euronymous le remplaça brièvement. Finalement, ce fut Count Grishnackh du groupe Burzum qui le remplaça définitivement et qui fut bassiste sur l'album De Mysteriis Dom Sathanas.
C'est en 1995, après les morts d'Euronymous et de Per Yngve Ohlin. Hellhammer décide de relancer le groupe et fait appel à lui pour être bassiste.
Dans le documentaire de Sam Dunn Metal: A Headbanger's Journey, il est interviewé avec Blasphemer (en) lors du Wacken Open Air 2004. En état d'ivresse avancé, ses propos sont pour l'essentiel des injures à l'encontre de l'intervieweur ainsi que de la population allemande.
En 2019, il révèle qu'il avait prévu lui aussi de tuer Euronymous.

## Discographie
Avec Mayhem 
- Deathcrush (1986) (EP)

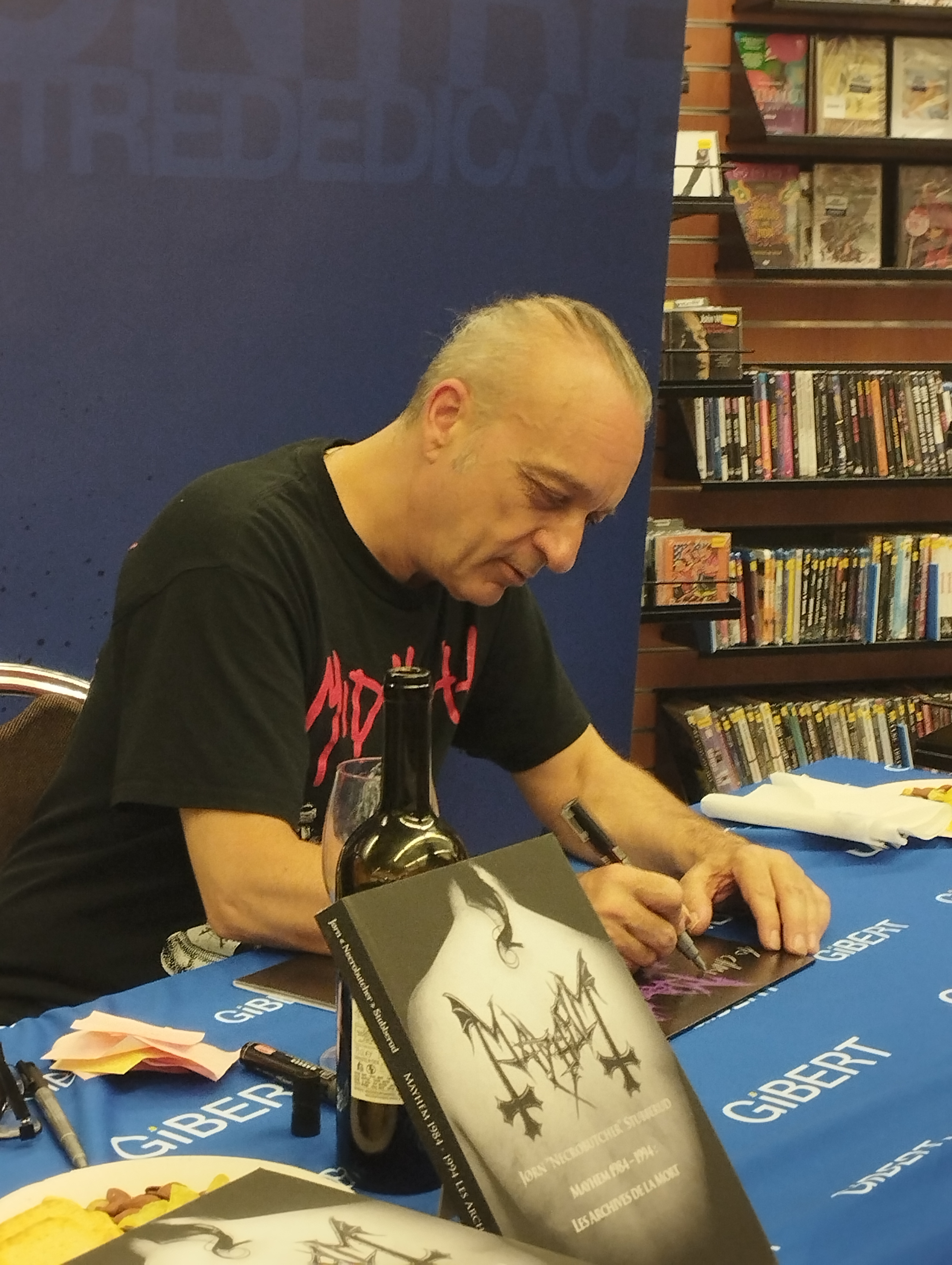
Necrobutcher en séance de dédicace à Gibert Joseph avant le concert du groupe à l'Olympia de Paris le 16 mai 2022.

- Dawn of the Black Hearts (1995) (Bootleg)
- Out from the Dark (1996)[7] (Démos)
- Wolf's Lair Abyss (1997) (EP)
- Mediolanum Capta Est (1999)
- Grand Declaration of War (2000) (Album studio)
- Live in Marseille (2002)
- Chimera (2004) (Album studio)
- Ordo Ad Chao (2007) (Album studio)
- Esoteric Warfare (2014) (Album studio)
- De Mysteriis Dom Sathanas Alive (2016)
- Daemon (2019) (Album studio)

Avec Kvikksølvguttene
- Gamlem (1996) (EP)
- Krieg (1997) (Album studio)

## Filmographie
- Metal: A Headbanger's Journey (2006) de Sam Dunn
- Once Upon a Time in Norway (2007) de Pål Aasdal et Martin Ledang
- Pure Fucking Mayhem de (2008) Stefan Rydehed